# イヴ・ロベール
イヴ・ロベール（Yves Robert、1920年6月19日 - 2002年5月10日）は、フランスの俳優、映画監督、脚本家、
映画プロデューサー。
メーヌ＝エ＝ロワール県ソミュール出身。10代からパリに出て数々の職業を経た後、1942年にリヨンの劇団に入り、俳優デビュー。舞台や映画に出演する傍ら、1954年に映画監督デビュー、1961年に監督した『わんぱく戦争』が大ヒットし、ジャン・ヴィゴ賞を受賞し、高い評価を受ける。1973年に監督したLe Grand blond avec une chaussure noireは第23回ベルリン国際映画祭銀熊賞を受賞した。これは1985年にハリウッドでトム・ハンクス主演で『赤い靴をはいた男の子』としてリメイクされた。1977年に監督したUn éléphant ça trompe énormémentは、1984年にハリウッドで『ウーマン・イン・レッド』としてリメイクされた。1990年にはマルセル・パニョル原作の回想録『少年時代の思い出』の中から第二部・第三部を基に、『プロヴァンス物語 マルセルの夏』と『プロヴァンス物語 マルセルのお城』を監督した。
2002年5月10日、脳出血のため死去、81歳。モンパルナス墓地に埋葬された。

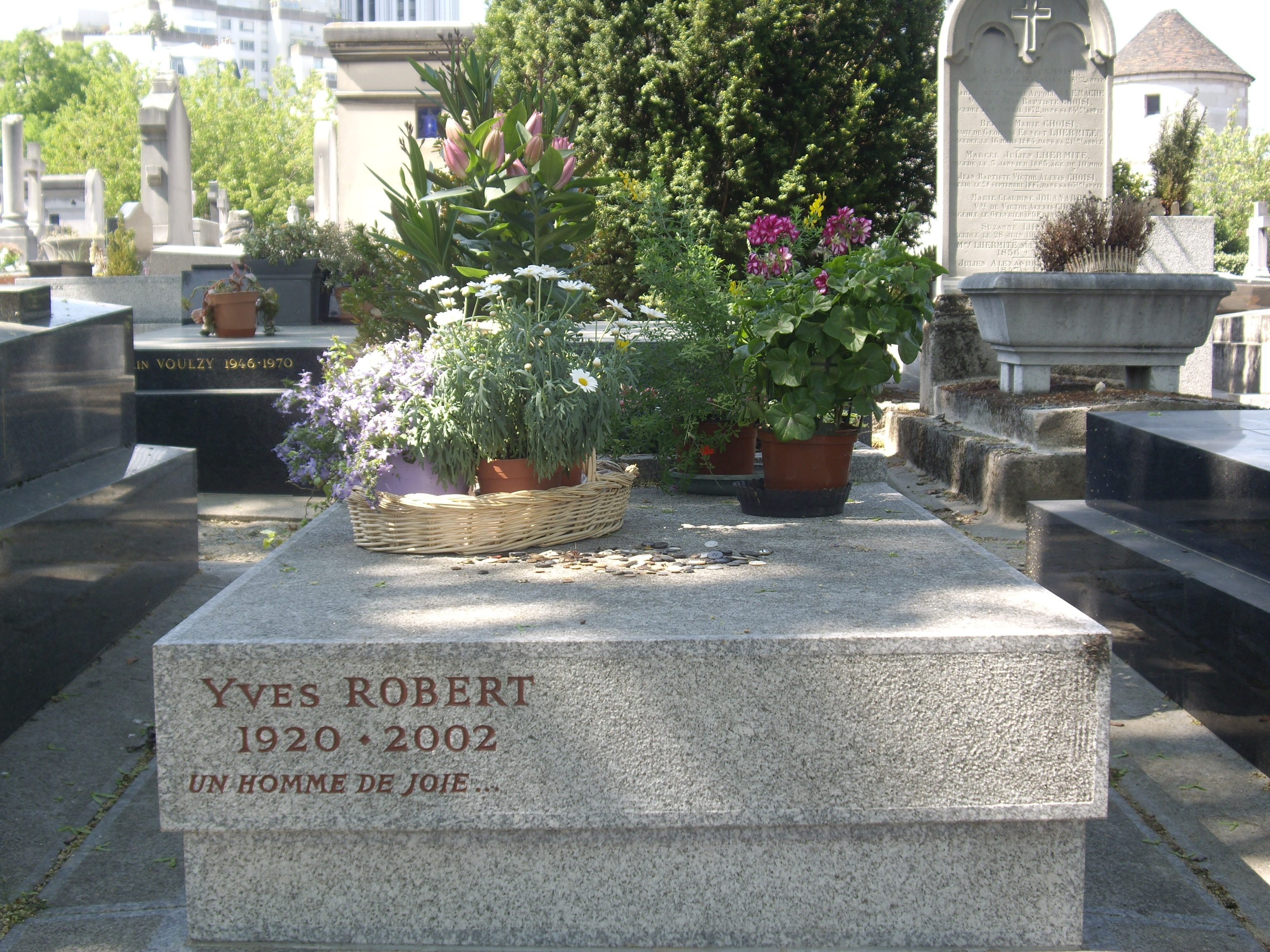
モンパルナス墓地9区にあるロベールの墓

## 主な作品

### 出演
- 愛人ジュリエットJuliette ou la Clé des songes (1950)
- ブリジット・バルドー/恋するレオタード Futures Vedettes (1955)
- 夜の騎士道 Les Grandes Manœuvres (1955)
- 巴里の不夜城 Folies-Bergère (1956)
- 青い女馬 La Jument verte (1959)
- アルセーヌ・ルパンの署名 Signé Arsène Lupin (1959)
- フランス女性と恋愛 La Française et l'Amour (1960)
- マクドナルド橋のフィアンセ Les fiancés du pont Mac Donald ou Méfiez-vous des lunettes noires (1961)
- 5時から7時までのクレオ Cléo de 5 à 7 (1962) クレジットなし
- まぼろしの市街戦 Le Roi de cœur (1966)
- 流れ者 Le Voyou (1970)
- クロード・ベリ パパと僕の映画 Le cinema de papa (1970)
- アルフレッドの災難 Les Malheurs d'Alfred (1971)
- 冒険また冒険 L'aventure c'est l'aventure (1972)
- 親愛なるルイーズ Chère Louise (1972)
- 判事と殺人者 Le Juge et l'Assassin (1975)
- ぐうたら息子 Un mauvais fils (1980)
- ギャルソン! Garçon! (1983)
- ジュ・テームのあとで/愛に溺れた犯罪 Le Crime d'Antoine (1989)
- 女と男の危機 La Crise (1992)

### 監督
- アルセーヌ・ルパンの署名 Signé Arsène Lupin (1959)
- わんぱく戦争 La Guerre des boutons (1961) 製作・脚本も
- わんぱく旋風 Bébert et l'Omnibus (1963) 製作・脚本も
- 花のパリはニセ札で Monnaie de singe (1965)
- ぐうたらバンザイ! Alexandre le bienheureux (1967) 製作総指揮・脚本も
- クレランバール Clérambard (1969)
- 勇気が我らを逃れさせた Courage, fuyons (1979)
- プロヴァンス物語 マルセルの夏 La Gloire de mon père (1990) 脚本も
- プロヴァンス物語 マルセルのお城 Le Château de ma mère (1990) 脚本も

### その他
- アルフレッドの災難 Les Malheurs d'Alfred (1971) 製作・脚本
- 祭よ始まれ Que la fête commence (1974) アソシエイト・プロデューサー
- 汚れた夢 Sale Rêveur (1978) 製作
- あばずれ女 La Drôlesse (1979) 製作
- 泣きしずむ女 La femme qui pleure (1979) 製作
- 放蕩娘 La Fille prodigue (1981) 製作
- 赤い靴をはいた男の子 The Man with One Red Shoe (1985) 原案
- WATARIDORI Le Peuple Migrateur (2001) アソシエイト・プロデューサー